# Henry Wickham
Sir Henry Alexander Wickham (* 29. Mai 1846 in Hampstead; † 27. September 1928) war ein englischer Naturforscher und Ökonom.
Mit 20 Jahren war Wickham Vogeljäger und Federnsammler in Nicaragua, dann erhielt er eine Anstellung als Forstbeamter in Britisch Honduras. Von da aus zog er in den brasilianischen Urwald und versuchte sich als Pflanzer in Santarém am Rio Tapajós. Seine Reiseberichte bewegten Joseph Hooker, den Direktor der Kew Gardens, zu einem Auftrag an Wickham, Samen des Kautschukbaumes illegal nach England zu bringen. Im Jahr 1876 sammelte Wickham 70.000 Kautschuksamen in Brasilien, die er, fälschlich als Orchideensamen deklariert, gegen das brasilianische Exportverbot nach London exportierte.
In London wuchsen in den Gewächshäusern von Kew Gardens 2000 Kautschuksetzlinge heran, die nach Malaysia verschifft wurden. Nur acht dieser Kautschukpflanzen erreichten ihr Ziel, gediehen dort jedoch gut. Nur 20 Jahre später deckten die malaysischen Exporte 90 Prozent des Kautschukbedarfs der Welt. Die neuen Anbauflächen stürzten die Kautschukbarone im Amazonasgebiet in wirtschaftliche Krisen und beendeten dort den Kautschukboom. Die ortsfremden Bäume besaßen in Südostasien keine natürlichen Feinde wie Pilze und Insekten und lieferten höhere Erträge als die Gummibäume im Amazonasgebiet.
1920 wurde Wickham für seine Verdienste um die Kautschukkultur als Knight Bachelor geadelt. Er hatte zahlreiche Länder bereist und immer wieder Kautschukplantagen gegründet sowie Pflanzer beraten. In Brasilien gilt Wickham als Biopirat, da er mit seinem Export von Kautschuksamen das brasilianische Kautschukmonopol durchbrach.
1938 wurde das Amazonasabenteuer mit René Deltgen in der Hauptrolle unter dem Titel Kautschuk verfilmt. 